# Harba
L'Harba è un corto giavellotto usato degli Arabi dell'altipiano dello Yemen.
La tradizione vuole che fosse proprio un'arma simile, scagliata dall'abissino Wahshi ad uccidere lo zio di Maometto, Hamza ibn ‘Abd al-Muttalib nel corso della battaglia di Uhud.